# Euchromia mathewi
Euchromia mathewi är en fjärilsart som beskrevs av Butler. Euchromia mathewi ingår i släktet Euchromia och familjen björnspinnare. Inga underarter finns listade i Catalogue of Life.